# WXw世界ライト級王座
wXw世界ライト級王座（ヴェイクスヴェーせかいライトきゅうおうざ）は、2001年に創設されて2010年に廃止されたwXwの王座。

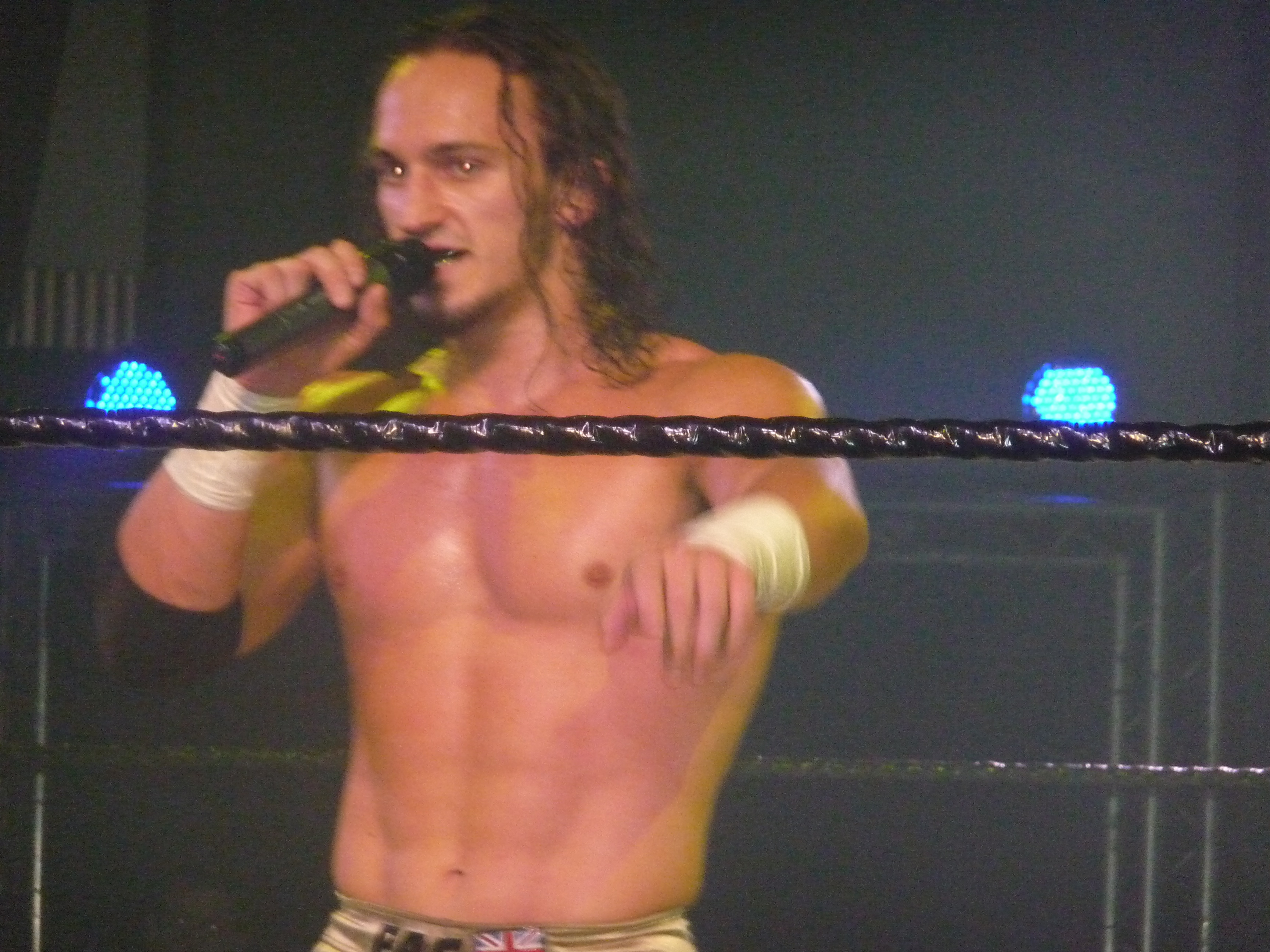
王者に2度君臨したPAC。

## 歴史
wXwハイ・フライング・トロフィー王座として2001年に創設された。2003年にwXwライト級王座に変更。
2005年に初めて国外に流出。また、2006年にwXw世界ライト級王座へ変更される。2007年にドラゴン・キッドが獲得して、そのまま日本へと持ち帰った。
それから、約3ヶ月の空位期間を経て2008年にドイツへ帰還してwXw世界ヘビー級王座との統合のうえ廃止される運びとなり、2010年1月16日、wXw世界統一王座に生まれ変わると同時に約9年にわたった歴史に幕を下ろした。

## 歴代王者
| 獲得者                       | 回 | 獲得日        | 場所                                                     |
| ---------------------------- | -- | ------------- | -------------------------------------------------------- |
| クレイジー・セクシー・マイク | 1  | 2001年7月1日  | ドイツノルトライン＝ヴェストファーレン州エッセン         |
| モト・ファン・カンダー       | 1  | 2002年4月13日 | ドイツノルトライン＝ヴェストファーレン州エッセン         |
| Xドリーム                    | 1  | 2002年4月27日 | ドイツニーダーザクセン州フィッセルヘーヴェデ             |
| ヘイド・ヴァンセン           | 1  | 2003年3月1日  | ドイツノルトライン＝ヴェストファーレン州エッセン         |
| ジョディー・フレイシュ       | 1  | 2003年6月21日 | ドイツノルトライン＝ヴェストファーレン州エッセン         |
| マイク・カッケンブッシュ     | 1  | 2003年6月21日 | ドイツノルトライン＝ヴェストファーレン州エッセン         |
| スティーブ・ダグラス         | 1  | 2004年8月21日 | ドイツノルトライン＝ヴェストファーレン州エッセン         |
| ジョニー・ストーム           | 1  | 2005年7月17日 | イギリスイングランドオーピントン                         |
| エミル・シトゥシ             | 1  | 2005年7月23日 | ドイツノルトライン＝ヴェストファーレン州エッセン         |
| トミー・エンド               | 1  | 2006年9月16日 | ドイツノルトライン＝ヴェストファーレン州エッセン         |
| パック                       | 1  | 2006年12月9日 | ドイツノルトライン＝ヴェストファーレン州ゾースト         |
| ドラゴン・キッド             | 1  | 2007年7月7日  | ドイツノルトライン＝ヴェストファーレン州エッセン         |
| PAC                          | 2  | 2007年9月15日 | 日本千葉県                                               |
| エミル・シトゥシ             | 2  | 2008年9月14日 | ドイツノルトライン＝ヴェストファーレン州オーバーハウゼン |
| トミー・エンド               | 2  | 2009年3月7日  | ドイツノルトライン＝ヴェストファーレン州オーバーハウゼン |
| ザック・セイバーJr.          | 1  | 2010年1月16日 | ドイツノルトライン＝ヴェストファーレン州オーバーハウゼン |
| 廃止                         |    | 2010年1月16日 |                                                          |